# Sarcophaga guyanensis
Sarcophaga guyanensis är en tvåvingeart som först beskrevs av Guilherme A.M.Lopes 1946.  Sarcophaga guyanensis ingår i släktet Sarcophaga och familjen köttflugor.
Artens utbredningsområde är Guyana. Inga underarter finns listade i Catalogue of Life.